# Мовчан Олексій Васильович
Олексій Васильович Мовчан (нар. 12 лютого 1994, Кременчук, Полтавська область, Україна) — український політик. Народний депутат IX скликання від партії Слуга народу.
Заступник голови Комітету з питань економічного розвитку, голова підкомітету з питань регулювання публічних закупівель та ефективного управління державним і комунальним майном Комітету Верховної ради України з питань економічного розвитку, член Тимчасової слідчої комісії Верховної ради з питань розслідування обставин, що призвели до смерті судді Автозаводського суду Кременчука Полтавської області Олександра Лободенка та міського голови Кременчука Олега Бабаєва, член Постійної делегації у Парламентській асамблеї Організації Чорноморського економічного співробітництва, заступник керівника групи з міжпарламентських зв’язків з Кубою, член групи з міжпарламентських зв’язків з Норвегією, Хорватією, Австралією, Канадою, Великою Британією, ОАЕ.

## Життєпис
Закінчив Києво-могилянську академію за спеціальністю «Фінанси та кредит», Український католицький університет за спеціальністю «Державне управління», Київську школу економіки за спеціальністю «Публічне управління та адміністрування».
Працював заступником начальника відділу управління проєктами та програмами «Прозорро.Продажі». Є учасником ГО «Клуб молодих реформаторів», півфіналістом конкурсу з відкритих даних «Open Data Challenge» та учасником проєкту «Нові лідери» на ICTV.
Співзасновник та віцепрезидент ГО «Футбольна академія Ягуар», співзасновник ГО «Принцип».
Племінник народного депутата України VII, VIII та IX скликань Юрія Шаповалова.
У липні 2019 року обраний народним депутатом по 150-му мажоритарному округу (Горішні Плавні, Кременчук) від партії «Слуга Народу». На 18,8% обійшов найближчого конкурента, нардепа, олігарха Костянтина Жеваго, який перебував у Верховній Раді протягом шести скликань – 21 рік. 
На час виборів був заступником начальника відділу управління проєктами та програмами ДП «Прозорро. Продажі», безпартійний.

## Парламентська діяльність
Голова міжфракційного депутатського об’єднання «Україна без олігархів», метою якого є підтримка заявленого владою курсу на деолігархізацію.

### Законотворчість
Протягом 2019-2024 років подав на розгляд 150 законопроектів, 49 з них стали чинними актами.
Є автором реформ і законопроєктів у сфері приватизації, корпоративного управління, управління державним та комунальним майном, банкрутства, реорганізації Фонду державного майна. Працює над запровадженням інституту превентивної реструктуризації в Україні, над реформою державного резерву та іншими.

### Партійна діяльність
Голова Кременчуцької районної організації партії «Слуга Народу». Працюють три приймальні депутата в Кременчуці, Горішніх Плавнях, Глобиному.

### Після повномасштабного вторгнення РФ 24 лютого 2022 року
З перших днів повномасштабної війни долучався до роботи громадських та волонтерських організацій в допомозі громадам, військовим частинам, медичним та соціальним закладам, внутрішньо переміщеним особам. Сприяв доставці гуманітарної допомоги постраждалим територіям. Залучав до співпраці благодійні фонди та організації, наприклад: World Central Kitchen, Israeli friends of Ukraine, Червоний Хрест та інші.

### Міжнародна діяльність
У питаннях впровадження реформ співпрацює з Конгресом США, з представниками МВФ, Світового банку, Європарламенту та Єврокомісії.
Член Постійної делегації у Парламентській асамблеї Організації Чорноморського економічного співробітництва, член Комітету з правових та політичних питань та Комітету з технологічних та екологічних питань ПАЧЕС. На 60-му засіданні асамблеї 7-8 грудня 2022 року в Белграді українська делегація наполягла на проведенні поіменного голосування за підтвердження мандатів кожного учасника засідання. 10 із 13 країн проголосували проти РФ і не підтвердили мандати росіян. Вся делегація росіян покинула залу засідання ПАЧЕС.
В результаті РФ офіційно припинила участь у Парламентській асамблеї Організації Чорноморського економічного співробітництва.
4 травня на засіданні 61-ої сесії ПАЧЕС в Анкарі Мовчан із колегами відбили український прапор з рук сенатора держдуми РФ Олексія Кондратенка.

## Нагороди
- У 2018 році Мовчан увійшов до ТОП-50 телепроекту «Нові лідери»[24].
- Увійшов до ТОП-100 перспективних українських політиків 2021 (65 місце)[25].
- Випускник програми «Відкритий світ» (Open World), яка була заснована Конгресом США.

## Родина
Одружений.